# FastCopy
FastCopy（ファストコピー）は、Microsoft Windows 向けのファイルコピーソフトウェアである。

## 概要
Microsoft Windows用フリーウェアとして2004年にα版が公開された。Windows XP時代から開発が続いており、2012年に公開されたv2.11の公開後長らくアップデートがなかったが、2015年には3年ぶりのメジャーバージョンアップとなるv3.00が公開された。2015年窓の杜大賞を受賞している。開発はIP Messengerの作者でもある白水啓章（FastCopy研究所所長・CEO）。

## 特徴
FastCopyはWindows標準ファイラーであるエクスプローラに対する作者の不満から開発がスタートしている。ファイルコピーツールとしての多彩なコピーモードを備える他、コピー元とコピー先のチェックサムを突き合わせるベリファイ機能や、発生した軽微なエラーを無視する機能などにより、ファイルコピーの効率化、高信頼化を可能にしている。
- 多彩なコピーモード
  - 差分：コピー元とコピー先に同一のファイルが存在する場合には当該ファイルを無視
  - 全上書き：同一ファイルが存在する場合は上書き
  - 同期：差分コピーを行った上で、コピー元に存在しないコピー先ファイルを削除
  - 移動：コピー先を上書きコピーした上で、コピー元を全削除
  - 全削除：指定ファイル、フォルダの全削除
- 高速なコピーエンジン（マルチスレッドにより読み込みと書き込みを非同期処理）
- 書き込み完了後にコピー元データとコピー先データを突き合わせてデータ検証を行うベリファイ機能のサポート
- 続行可能な軽微なエラーを無視してコピーを続行する、エラー時継続機能
- コピー実行前に事前にコピー結果をシミュレーションできるリストアップ機能
- NTFSの副次Stream及びACLコピー対応
- ワイルドカードによるコピー対象のフィルタリング対応
- ジャンクション及びシンボリックリンク、ハードリンク対応
- チェックサムを含むコピー結果をファイルに出力するログ機能
- コマンドライン起動対応

## サポート
FastCopyのサポートは公式掲示板で行われており、作者及び掲示板参加者によるサポートを受けることができる。

## 移植版
- RapidCopy：レスパスビジョンによる独自改良を加えたmacOS向け移植版(有料)[4]。BSDライセンスのv2.11をベースとしている。
- RapidCopy for Linux：RapidCopy開発者によるGNU/Linux向け移植版[5]。BSDライセンス。